# Nekrasovskij (Oblast' di Mosca)
Nekrasovskij (in russo Некрасовский?) è una cittadina della Russia europea centrale, situata nell'oblast' di Mosca. Apparteneva al Dmitrovskij rajon.
Sorge nella parte centrale dell'oblast', 35 chilometri a nord di Mosca.